# Babice (Olbramovice, okres Benešov)
Babice (německy Babitz) je samota, část obce Olbramovice v okrese Benešov. Nachází se asi 4 km na jihozápad od Olbramovic. Babice leží v katastrálním území Křešice u Olbramovic o výměře 8,18 km².

## Historie
První písemná zmínka o vesnici pochází z roku 1549.
Na místě vsi, zmiňované spolu s blízkými Babičkami již v roce 1395, stojí dnes jen osamělý statek. Příjezd do Babic je možný po odbočce ze silnice I/18 v Křešicích, poslední úsek, asi 1 km z Radotína, je již šotolinový. Jiná nezpevněná cesta sem vede od nádraží ve Vrchotových Janovicích. Statek je obklopený ohradami pro koně a sídlí zde Jezdecký klub Babice u Benešova, doplňkově se zde chovají i ovce. Po několika změnách majitelů v 16.-18. století patřil statek od roku 1781 rodu Nevařilů. Známý veřejný činitel Václav Nevařil zde při stavbě stodoly objevil v roce 1928 pozůstatky pohanských pohřebišť. Za druhé světové války založil ilegální odbojovou skupinu a po jejím vyzrazení byl popraven v Drážďanech. Pomník na tuto událost stojí před vjezdem do statku.
V letech 1850–1890 byla samota součástí obce Srbice, v letech 1900–1950 součástí obce Křešice a od roku 1961 se vesnice stala součástí obce Olbramovice.